# Hannoveraner
Hannoveraner er en hesterace med oprindelse i  Niedersachsen i Tyskland og er en af de mest kendte og udbredte af de europæiske varmblodsheste. Avlsarbejdet for at udvikle en kombineret landbrugs- og kavalerihest begyndte i statsstutteriet i Celle, som blev grundlagt i 1735 i Niedersachsen.
Racens ydeevne er godt dokumenteret blandt andet gennem en mængde OL-guld i både springridning og dressur. Dagens hannoveraner varierer i type. Stangmålet er mellem 160 og 168 cm. 

## Oprindelse
Hannoveraneren stammer fra Hannover i delstaten Niedersachsen. Den moderne hannoveranske race er grundlagt mellem 1714 og 1837, hvor Hannover var i personalunion med England. Engelsk fuldblod har haft stor betydning for hannoveranerens tilblivelse. Den er halvblod: en blanding af fuldblod og koldblod. Hannoveranerens aner kan føres helt tilbage til middelalderens tunge krigsheste.

## Historie
Den moderne hannoveranerrace blev grundlagt mellem 1714 og 1837. I 1735 blev de første skridt mod en organisation af avlen taget med oprettelsen af et statsstutteri i Celle efter anordning af den engelske konge Georg II, som også var kurfyrste i Hannover. Stutteriets målsætning var at ændre hannoveraneren fra krigshest til lettere landbrugs- eller køreheste. Til dette blev brugt hingste fra Holsten, fuldblodsheste fra England, hingste fra Nepal, Andalusien, Preussen og Mecklenburg. Det gjorde hannoveraneren til en populær kørehest i slutningen af 1700-tallet.
I 1867 blev der dannet en forening for private opdrættere, hvis formål var at skabe en stærk køre- og kavalerihest.
I 1899 blev stambogen for hannoveranerhopper oprettet. Hannoveraneren var nu kendt i hele Tyskland, Skandinavien og Schweiz.
Efter 1. verdenskrig ændredes hannoveranereren endnu engang. Der var mindre behov for heste i militæret, og målet var nu at fremavle en stærk varmblodshest med styrke nok til landbruget, men også med tilstrækkelig ædelhed, mod og bevægelse til at blive anvendt som ridehest. Racen blev nu igen forædlet med engelsk fuldblod og i mindre omfang trakehnere og arabere.